# Гура-Дімієній
Гура-Дімієній (рум. Gura Dimienii) — село у повіті Бузеу в Румунії. Входить до складу комуни Бечень.
Село розташоване на відстані 116 км на північний схід від Бухареста, 24 км на північ від Бузеу, 98 км на захід від Галаца, 96 км на схід від Брашова.

## Населення
За даними перепису населення 2002 року у селі проживали 738 осіб, усі — румуни. Усі жителі села рідною мовою назвали румунську.